# Coloração de Kinyoun
A coloração ou método de Kinyoun, é um procedimento “ácido-rápido” usado para colorir quaisquer espécies dos gêneros Mycobacterium e espécies Nocardia. Envolve a aplicação de um corante primário (carbolfucsina), um descolorizante (ácido-álcool), e um corante de contraste (azul de metileno). É uma técnica de coloração similar à coloração de Ziehl Neilsen (coloração Z-N), mas diferentemente desta, o método de coloração de Kinyoun não requer aquecimento, ou seja, é dito como “realizado a frio”. Na coloração de Ziehl-Neelsen, o calor atua como um mordente físico enquanto o fenol (carbol da carbol-fucsina) atua como mordente químico. Como a coloração de Kinyoun é um método frio (sem calor aplicado), a concentração de carbol-fucsina usada deve ser aumentada.

## Método
O protocolo da coloração de Kinyoun compõe-se dos seguintes passos:
1. Prepara-se um esfregaço homogêneo, delgado e identificado em uma lâmina nova desengordurada, limpa e seca.
2. Deixa-se secar à temperatura ambiente.
3. Fixa-se o material do esfregaço passando 3 a 4 vezes pela chama de um bico de Bunsen.
4. Cobre-se a totalidade da superfície do esfregaço com solução de fucsina fenicada de Kinyoun, previamente filtrada ou filtrada sobre as lâminas no momento da coloração, deixando agir por cerca de 5 minutos, adicionando mais corante se preciso dentro deste período, evitando que a lâmina seque.
5. Lava-se em água corrente para eliminar a fucsina excedente. Toma-se a lâmina pelo extremo numerado, inclina-se para frente e lava-se deixando cair um jato d’água de baixa pressão sobre a película corada, de maneira que essa não se desprenda.
6. Cobre-se toda a superfície do esfregaço com a solução de álcool-ácido. Toma-se a lâmina entre o polegar e o indicador e faz-se um movimento de vai-e-vem, de modo que o álcool-ácido vá descorando suavemente a fucsina. Se o esfregaço estiver ainda com a cor vermelha ou rosada, descora-se novamente. Considera-se descorado o esfregaço, quando suas partes mais grossas conservarem somente um ligeiro tom rosado. Essa operação dura, em geral, dois minutos.
7. Terminada a fase de descoloração e eliminado o álcool-ácido, lava-se a lâmina da mesma forma como se procedeu depois da coloração com a fucsina, com cuidado para não desprender a película.
8. Cobre-se toda a superfície do esfregaço com solução de azul de metileno durante 30 segundos a 1 minuto.
9. Lava-se, da mesma forma como se indicou para a fucsina, tanto o esfregaço como a parte inferior da lâmina.
10. Coloca-se a lâmina com o esfregaço para cima, sobre papel limpo, para secar à temperatura ambiente ou em estufa a 35º C.
11. Observa-se ao microscópio com objetiva de imersão (100 x).

## Observações
Na coloração de Mycobacterium leprae, segue-se o mesmo procedimento, mas a descoloração deve ser feita com solução de ácido sulfúrico aquosa a 4% em água, pois esse microrganismo é sensível a descoloração alcoólica.